# Izba celna

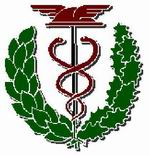
Logo Służby Celnej RP

Izba celna – jednostka administracyjna Służby Celnej podlegająca Ministrowi Finansów. Funkcjonowała do dnia 1 marca 2017 r. Zadania izby celnej przejęła dotychczasowa izba skarbowa, która od tego momentu zmieniła nazwę na izbę administracji skarbowej. Izba celna obsługiwała dyrektora izby celnej — organ administracji publicznej, którego zadania przejął dyrektor izby administracji skarbowej.
Izby celne były jednostkami budżetowymi, czyli jednostkami organizacyjnymi sektora finansów publicznych, które pokrywały swoje wydatki bezpośrednio z budżetu, a pobrane dochody odprowadza na rachunek dochodów budżetu państwa.

## Historia
Izby celne powstały na mocy rozporządzenia Ministra Finansów z dnia 19 kwietnia 2002 r. ws. utworzenia izb celnych i urzędów celnych oraz określenia ich siedzib. Akt prawny został jednak zastąpiony obowiązującym od dnia 1 stycznia 2005 r. rozporządzeniem Ministra Finansów z dnia 15 grudnia 2004. To zaś zostało uchylone przez rozporządzenie Ministra Finansów z dnia 23 października 2009 r. w sprawie utworzenia izb celnych i urzędów celnych oraz określenia ich siedzib.

### Placówki
Na każde województwo przypadała jedna izba celna, jednak nie były one przypisane do siedzib wojewody czy sejmiku wojewódzkiego.
Lista izb celnych:
- Izba Celna w Białymstoku – woj. podlaskie
- Izba Celna w Białej Podlaskiej – woj. lubelskie
- Izba Celna w Gdyni – woj. pomorskie
- Izba Celna w Katowicach – woj. śląskie
- Izba Celna w Kielcach – woj. świętokrzyskie
- Izba Celna w Krakowie – woj. małopolskie
- Izba Celna w Łodzi – woj. łódzkie
- Izba Celna w Olsztynie – woj. warmińsko-mazurskie
- Izba Celna w Opolu – woj. opolskie
- Izba Celna w Poznaniu – woj. wielkopolskie
- Izba Celna w Przemyślu – woj. podkarpackie
- Izba Celna w Rzepinie – woj. lubuskie
- Izba Celna w Szczecinie – woj. zachodniopomorskie
- Izba Celna w Toruniu – woj. kujawsko-pomorskie
- Izba Celna w Warszawie – woj. mazowieckie
- Izba Celna we Wrocławiu – woj. dolnośląskie